# Pfarrkirche Solarcity

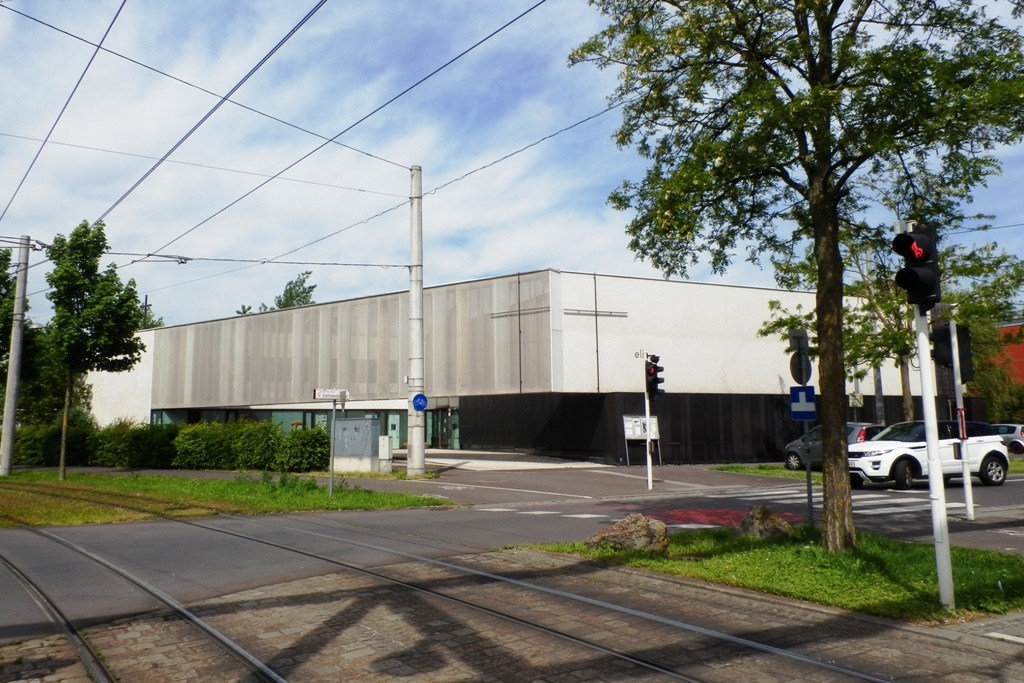
Pfarrkirche Elia Linz-Solarcity

Die Pfarrkirche Linz-Solarcity steht im Linzer Stadtteil Pichling, Ebelsberg in Oberösterreich. Die römisch-katholische Pfarrkirche hl. Elia gehört zum Dekanat Linz-Süd in der Diözese Linz.

## Geschichte
Im Jahr 2006 wurde die Kirche mit Seelsorgezentrum in der Solarcity in Pichling nach Plänen der Architekten Helmut Pointner und Herbert Pointner aus Freistadt im postmodernen Stil erbaut und von Bischof Ludwig Schwarz zur Pfarre erhoben.
Das Gebäude ist mit einer Fotovoltaikanlage ausgestattet. Der tagsüber erzeugte Strom beleuchtet die Kirche nachts.